# Contenido descargable
Un contenido de descarga o contenido descargable, también conocido por las siglas DLC (en inglés: DownLoadable Content, «contenido descargable») o DDC (Descarga De Contenido), es un archivo de datos liberado en forma digital, generalmente creado para un videojuego, y distribuido a través de Internet. La frase se utiliza para referirse específicamente a todo material nuevo, exclusivo o adicional creado por los desarrolladores para los videojuegos y que se publica por separado, no incluido en el producto base. Puede añadirse tanto como contenido gratuito o como contenido de pago. La frase, sin embargo, también se ha utilizado para referirse a cualquier tipo de medios de entretenimiento digital distribuido en línea, por ejemplo los mods.
Entre qué tipo de información o contenido se incluye, hay variaciones entre personajes, mapas, puzles, niveles, escenarios y trajes nuevos, incluyendo además cambio de entornos, códigos de liberación de contenido ya existente, objetos, etcétera.

## Historia

### Los precursores del DLC
La primera forma de distribución digital en los videojuegos fue el servicio 2600 de Atari llamado GameLine, lo que permitía a los usuarios descargar juegos utilizando una línea telefónica. Un servicio similar, Sega Channel, disponible en el año 1994, permitía la descarga de juegos para la Sega Genesis en una línea de cable igualmente. Mientras que el GameLine y Sega Channel permitían la distribución de todos sus títulos, no ofrecían contenido de descarga para los títulos existentes. Tal vez el más cercano de los servicios que llegó a ofrecer DLC fue la edición especial de Shiny Entertainment Earthworm Jim, que se ofrece a través del Sega Channel, aunque también era todavía una descarga independiente.
Un año después en 1995, la competencia directa de Sega, Nintendo ofreció un servicio con características similares de manera exclusiva en Japón, el Satellaview conocido popularmente como BS-X ofrecía la descarga satelital de videojuegos exclusivos a través de un módem, siendo títulos originales o remakes de anteriores, a día de hoy se mantienen exclusivos de esa plataforma.

### En ordenadores
A medida que la popularidad y la velocidad de las conexiones a Internet aumentaron, al igual que la fama de ocupar Internet para la distribución digital por los medios de comunicación, los usuarios empezaron a crear mods de videojuegos y mapas que se distribuyen exclusivamente en línea, ya que fueron creados principalmente por personas que no tienen la infraestructura capaz de distribuir el contenido a través de medios físicos.
Los mods son "modificaciones" hechas a los videojuegos de cualquier tipo. La mayoría de estos contenidos está disponible de forma gratuita, y la frase "contenido de descarga" rara vez se utiliza para referirse a dicho contenido, en lugar de eso son llamados "user-created content" ("contenido creado por el usuario") o mods.

### En videoconsolas
La Dreamcast fue la primera videoconsola en ofrecer soporte en línea como una norma; el DLC estaba disponible, aunque limitado en tamaño debido a la conexión de banda estrecha y las limitaciones de tamaño de una tarjeta de memoria. Estas características en línea se consideraban un gran avance en los videojuegos, pero de inmediato la competencia de la Dreamcast, la PlayStation 2 de Sony y la GameCube de Nintendo, no se quedaron atrás con los adaptadores de red.
Con la llegada de la Xbox, Microsoft fue la segunda empresa en implementar el contenido de descarga. Muchos títulos originales de Xbox Live, incluyendo Splinter Cell, Halo 2 y Ninja Gaiden, ofrecieron diversas cantidades de contenido extra disponible para descarga a través del servicio Live de Xbox. La mayoría de estos contenidos, con la notable excepción de los contenidos de los títulos publicados de Microsoft, se disponía de forma gratuita. Además, Microsoft fue la primera empresa en cobrar por contenido de descarga, con el videojuego de 2002 MechAssault. Con Xbox 360, Microsoft integró más contenidos de descargas en su consola, incluso dedicó una sección completa en la interfaz de usuario en Xbox Live Marketplace. También, eliminó la necesidad de tarjetas de crédito mediante la aplicación de sus propios puntos de divisas, una estrategia que aprobó Nintendo con los Wii Points y Sony con la PlayStation Network Card.
Sony adoptó gran parte de las características de Xbox Live Marketplace en sus descargas, en la PlayStation Store. Con Gran Turismo HD Concept, Sony previó un título completamente barebone (muy limitado o semi ensamblado), con la idea de exigir la compra de la mayor parte del contenido por separado a través de muchas microtransacciones en línea. El proyecto fue cancelado poco después. Nintendo ha ofrecido una cantidad más escasa de contenido de descarga en su Wii Shop Channel, en su mayor parte la distribución digital de emuladores de los títulos de Nintendo de las generaciones anteriores.
Videojuegos musicales como Guitar Hero y Rock Band, tomaron ventaja significativa en los contenidos de descargas. Harmonix dijo que Guitar Hero II cuenta con «más contenidos en línea de lo que nadie ha visto jamás en un juego hasta la fecha». Aunque el lanzamiento de su sucesor, Guitar Hero III: Legends of Rock, se adelantó a esta declaración. Rock Band cuenta con el mayor número de elementos de descarga de cualquier consola de videojuegos, con un número constante de nuevas canciones que se añaden semanalmente. La adquisición de todo el contenido de descarga para Rock Band cuesta al menos $500.

### En videoconsolas portátiles
A través del uso de la conexión Wi-Fi y por cable de Nintendo, los usuarios pueden descargar contenido para la Gameboy y Nintendo DS en ciertos juegos; un buen ejemplo es Picross DS, en el que los usuarios pueden descargar paquetes de 'rompecabezas' o puzles clásicos de los anteriores juegos Picross (como Mario's Picross), así como para descargar contenido generado por usuarios. Se pensó que en el videojuego Professor Layton and the Curious Village los "rompecabezas bonus" podían ser descargados mediante la conexión Wi-Fi de Nintendo, sin embargo, esta conexión simplemente abrió el rompecabeza que se almacena ya en el juego. Del mismo modo, en Moero! Nekketsu Rhythm Damashii: Osu! Tatakae! Ouendan 2 había trajes ocultos que se activaban en lugares de descarga DS por un tiempo limitado.
Debido al uso de cartuchos por parte de la Nintendo DS y la falta de un disco duro, hay espacio limitado para el DLC y los desarrolladores tendrían que planificar el espacio de almacenamiento en el cartucho. Picross DS solo tiene espacio para 10 paquetes de rompecabezas, y los DLC de Professor Laytonn's y Ouendan 2 ya están en el cartucho y se desbloquean con un código por semana.
Los DLC de Nintendo son distintos, ya que están disponibles sin costo alguno. Sin embargo, la Nintendo DSi contiene una tienda similar a la de la Wii que contiene juegos y aplicaciones, la mayoría de estos deben ser comprados utilizando los Nintendo Points. También vale la pena señalar que, utilizando el Nintendo Channel de la Wii, varios archivos de DS, como demos y videos de juegos, se pueden descargar en la consola y transferirse vía inalámbrica a una computadora de mano DSi. Con la llegada del Nintendo 3DS, se prevé que varios videojuegos del portátil, comprados de forma física, cuenten con DLC (un ejemplo sería Sonic Generations, donde el nivel "Casino Night Zone" se descarga por medio de un código incluido en el juego).
A partir del iPhone OS versión 3.0, de Apple, la descarga de contenido (DLC) se hizo disponible para la plataforma a través de aplicaciones compradas desde el App Store. Si bien esta capacidad fue inicialmente solo disponible para los desarrolladores de aplicaciones de pago, Apple finalmente permite a los desarrolladores ofrecer esto en aplicaciones gratuitas en octubre de 2009.

## Críticas
Dado que Microsoft popularizó el modelo de negocio de microtransacciones, muchas personas han criticado al contenido de descarga de ser caro, y un incentivo para que los desarrolladores dejen aparte artículos de la versión inicial. Algunas críticas se derivan del hecho de que muchos de los artículos vendidos en sitios como el Xbox Live Marketplace no son contenidos de descargas en absoluto, sino que son claves de contenido para desbloquear el que ya está en el disco del juego, haciendo que las personas se sientan como si estuvieran pagando por utilizar datos que ya han adquirido con la compra del juego. La crítica surgió a raíz de la descarga del "Modo versus" en Resident Evil 5, de Xbox Live, ya que el tamaño del archivo del paquete fue de 2 megabytes, llevando a la gente a creer que el modo ya estaba en el disco del juego y que Capcom optó por ofrecerlo como añadido adicional, solicitando una tarifa con el fin de que sea desbloqueado.
Microsoft y Nintendo han sido criticadas por vender solo en cantidades específicas de sus monedas. Por ejemplo, si alguien quiere comprar un artículo de $15, se ve obligado a gastar $20, solo por comprar la moneda para comprar los $15.80 puntos de Xbox Live Marketplace equivalen a un dólar, y un punto de Wii es igual a un centavo. Ambas compañías han sido criticadas por tomar ventaja de la paridad de la moneda, y mantener a los consumidores pagando más que el coste real de los elementos. Al igual que los dólares Disney, la idea es que los jugadores estén más dispuestos a gastar una cierta cantidad de "puntos" por una cantidad específica de dinero.
El suministro gratuito de DLC también puede proporcionar ingresos a expensas de la "conveniencia de los usuarios". Por ejemplo, Naruto: Ultimate Ninja Storm para PlayStation 3 fue enviado con ciertas características deshabilitadas. Sin embargo, los usuarios pueden descargar gratuitamente los paquetes de contenido permitidos en la PlayStation Store. En consecuencia, los usuarios están expuestos a la publicidad y las compras potenciales. También, existe el beneficio adicional de comercialización, los usuarios pueden creer que existe un apoyo permanente para el producto si existe un flujo aparente de parches de este.
La controversia también aparece sobre la imposibilidad de vender el contenido. Cuando un disco de software normal puede tener su licencia vendida o intercambiada, el DLC está permitido a un usuario específico o a la consola y no viene con la capacidad de transferir esa licencia a otro usuario. También, hay críticas sobre la exclusividad de contenidos de descarga, ya que alguno de estos se agregan con frecuencia a la versión nueva del disco del videojuego. Por ejemplo, los compradores del Resident Evil 5: Gold Edition tendrían acceso a los, anteriormente exclusivos, contenidos de descarga sin tener que pagar ningún cargo adicional. En otro caso, una característica exclusiva del disco se puede liberar después como contenido de descarga, a expensas de los clientes. También hubo críticas sobre la liberación de contenido de descarga para Star Wars: The Force Unleashed, varias misiones fueron puestas en libertad en 2009 como contenido de descarga, como el "Templo Jedi" y las misiones en el cañón de Tatooine; estos niveles, además de un nuevo nivel en Hoth, se hayan reestructurados como los Sith Ultimate Edition y se venden de nuevo para Xbox 360, PS3 y PC para Windows. LucasArts dejó en claro que el nivel en Hoth fue exclusivo de los Sith Ultimate Edition y nunca se ha lanzado como descarga de contenido, obligando a los acérrimos jugadores a comprar la nueva edición (a pesar de que ya eran propietarios de la versión original y todos los demás DLC). Poco después, LucasArts anunció que, de hecho, el nivel de Hoth sería puesto en libertad en forma independiente como DLC, a la indignación de muchos fanes que compraron el nuevo juego.
Microsoft ha llevado en especial la peor parte de la crítica en cuanto al contenido de descarga, se sabe que fuerza a sus desarrolladores a cobrar por sus DLC, cuando los desarrolladores prefieren liberar su contenido de forma gratuita. Parte del contenido incluso ha sido sustraído de su puesta en libertad porque el promotor se negó a cobrar el importe requerido por Microsoft.Epic Games, empresa desarrolladora de videojuegos, es conocida por su apoyo continuo a sus títulos con más mapas de descargas y actualizaciones, la empresa cree que la liberación de DLC a lo largo del tiempo le da más vida útil a un juego y ayuda a aumentar las ventas en todas partes, e iba muy bien con ese negocio —su modelo en el pasado—, pero se vio obligada a poner en práctica la estrategia de Microsoft de poner tasas a las descargas cuando se libera contenido de un juego publicado por este, en su juego Gears of War.